# Асаяма-Мару
Асаяма-Мару — транспортне судно, яке під час Другої світової війни брало участь в операціях японських збройних сил на Філіппінах, у Мікронезії та на Соломонових островах.

## Передвоєнна історія
Асаяма-Мару спорудили в 1941 році на корабельні Kawaminami Kogyo K.K. Zosensho у Нагасакі на замовлення компанії Yamamoto Kisen.
5 листопада 1941-го судно реквізували для потреб Імперського флоту Японії та призначили для використання як водяний танкер. З 16 листопада по 25 грудня 1941 Асаяма-Мару пройшло необхідну модернізацію на корабельні Mitsubishi Heavy Industries у Нагасакі та на Sasebo Naval Yard у Сасебо.

## Операції на Філіппінах
Наприкінці грудня судно прибуло до Такао (наразі Гаосюн на Тайвані), звідки 1—8 січня 1942 здійснило перехід у складі конвою на острів Мінданао. Тут перебувало до початку лютого в порту Давао, проводячи бункерування кораблів водою.
З 14 по 22 лютого Асаяма-Мару перебував на Амбоні (Молуккські острови), після чого повернувся до Давао.
На початку квітня судно побувало у Олонгапо (західне узбережжя Лусону неподалік від Манільської затоки), а 8 квітня повернулось до Такао. Далі Аятосан-Мару ще кілька разів відвідало Лусон, проте тепер працювало в порту Сан-Фернандо поблизу затоки Лінгайєн.
Протягом липня — жовтня Асаяма-Мару побувало у Кіруні (наразі Цзілун на Тайвані), відвідало японські порти Сасебо, Омінато, Йокосука, а також острів Шумшу (Курильські острови).

## Служба у Мікронезії
19 жовтня 1942-го судно вирушило з Йокосуки та 26 жовтня прибуло на атол Трук на сході Каролінських островів (ще до війни тут створили потужну базу ВМФ, з якої до лютого 1944-го провадитимуться операції в низці архіпелагів). Протягом наступного року воно не лише працювало на Труці, але й час від часу виконувало рейси до різних частин Мікронезії.
13 — 17 листопада 1942-го Асаяма-Мару перейшло на Палау (важливий транспортний хаб на заході Каролінського рахіпелагу), проте ще до завершення року повернулось на Трук.
19 січня 1943-го Асаяма-Мару разом з переобладнаним тральщиком Атака-Мару вирушили для пошуку людей з судна Хеййо-Мару, котре йшло без ескорту з Сайпану (Маріанські острови) та було потоплене підводним човном. 21 січня вони досягли району катастрофи та врятували 70 членів екіпажу і 1021 пасажира.
Наприкінці січня — на початку лютого 1943, а також з 2 по 16 березня Асаяма-Мару здійснило рейси по круговому маршруту Трук — Сайпан — Трук.
11 – 16 травня 1943-го судно в конвої №5113 прослідувало на Маршалові острови, де 16 —19 травня перебувало на атолі Кваджалейн, а потім повернулось на Трук в конвої №6192.
На початку осені 1943-го Асаяма-Мару перебувало на острові Понапе (так само східні Каролінські острови), звідки вийшло 7 вересня та через дві доби досягнуло Труку.

## Рейс до Рабаулу
15—19 жовтня 1943-го судно у складі конвою №1151 перейшло до Рабаулу — головної передової бази в архіпелазі Бісмарка, з якої безпосередньо провадились операції на Соломонових островах та сході Нової Гвінеї.
Вранці 5 листопада 1943-го Асаяма-Мару вийшло з Рабаулу та попрямувало до острова Бугенвіль, на який 1 листопада висадився ворожий десант. 6 листопада в районі на захід від Буки (порт на однойменному острові біля північного узбережжя Бугенвілю, за сотню кілометрів від місця висадки американців) літаки B-25 «Мітчелл» атакували та потопили Асаяма-Мару (а також мисливець за підводними човнами CH-11 та переобладнаний мисливець за підводними човнами Асахі-Мару № 9).